# تبريد مغناطيسي
التبريد المغناطيسي، هي تقنية تبريد مبنية على ظاهرة الأثر المغناطيسي الحراري. يمكن استخدام هذه التقنية للوصول إلى درجات حرارة شديدة الانخفاض، إضافة إلى المجالات المستخدمة في البرادات الشائعة.
أول من لاحظ ظاهرة الأثر المغناطيسي الحراري عالم فيزياء ألماني يدعى واربورغ (1881). ثم لاحظها عالم الفيزياء الفرنسي بيير وايس والسويسري أوغوست بيكارد عام 1917. اقترح كل من بيتر ديباي (1926) وويليام جيوك (1927) المبدأ الأساسي. بنت عدة مجموعات أولى البرادات المغناطيسية العاملة بدءًا من عام 1933. كان التبريد المغناطيسي أول طريقة تبريد قادرة على الوصول إلى ما دون نحو 0.3 كلفن (درجة حرارة يمكن الوصول لها بطريقة تبريد الهيليوم-3، أي عبر ضخ أبخرة 3He).

## الأثر المغناطيسي الحراري
الأثر المغناطيسي الحراري (أو الأثر الماغنيتوكالوري من كلمتي مغناطيس وكالوري)، وهي ظاهرة مغناطيسية ترموديناميكية يؤدي فيها تعريض مادة مناسبة إلى حقل مغناطيسي متغير إلى تغيير درجة حرارة المادة. يُعرف هذا أيضًا في فيزياء درجات الحرارة المنخفضة باسم الإزالة الأديباتية للمغنطة. في ذلك الجزء من العملية التبريدية، يسمح وجود انخفاض في قوة حقل مغناطيسي مطبق خارجيًّا بأن تنحرف المجالات المغناطيسية لمادة مغناطيسية حرارية عن اتجاه الحقل المغناطيسي بفعل الأثر التحريضي للطاقة الحرارية (الفونونات) الموجود في المادة. إذا عُزلت المادة فلا يُسمح للطاقة بـ (إعادة) الانتقال إلى المادة أثناء ذلك، (أي عملية أديباتية) تنخفض درجة الحرارة مع امتصاص المجالات للطاقة الحرارية، لتتاح تأدية عملية إعادة توجيه ذواتها. يحدث التوزيع العشوائي للمجالات بطريقة مشابهة للتوزيع العشوائي لمادة المغناطيسية الحديدية عند درجة حرارة كوري، باستثناء أن ثنائيات القطب المغناطيسية تتغلب على حقل مغناطيسي خارجي ينخفض مع بقاء الطاقة ثابتة، بدل اضطراب المجالات المغناطيسية بسبب المغناطيسية الحديدية الداخلية عند إضافة الطاقة.
يشكل عنصر الغادولينيوم الكيميائي وسبائكه أبرز الأمثلة على الأثر المغناطيسي الحراري. تزداد درجة حرارة الغادولينيوم عند دخوله حقولًا مغناطيسية معينة. عند مغادرته الحقل المغناطيسي، تنخفض درجة حرارته. يتضح هذا الأثر بشكل أكبر بكثير في سبيكة الغادولينيوم (Gd5Si2Ge2). يمتلك البراسيوديميوم المسبوك مع النيكل (PrNi5) أثرًا مغناطيسيًّا حراريًّا سمح للعلماء بالوصول إلى حدود ميلي كلفن واحد، وهي درجة حرارة أعلى من الصفر المطلق بجزء من الألف من الدرجة.

### العلاقة
يمكن تكميم الأثر المغناطيسي الحراري بالعلاقة التالية:
{\displaystyle \Delta T_{ad}=-\int _{H_{0}}^{H_{1}}{\Bigg (}{\frac {T}{C(T,H)}}{\Bigg )}_{H}{{\Bigg (}{\frac {\partial M(T,H)}{\partial T}}{\Bigg )}}_{H}dH}
إذ إن:
- {\displaystyle \Delta T_{ad}}: التغير الأديباتي (الكظوم) في درجة الحرارة للنظام المغناطيسي حول درجة الحرارة T
- H: الحقل المغناطيسي الخارجي المطبق
- C: السعة الحرارية للمغناطيس العامل (وسيط التبريد)
- M: مغنطة وسيط التبريد

يمكننا أن نلاحظ من العلاقة أن الأثر المغناطيسي الحراري يمكن تحسينه عن طريق:
- تغير كبير في الحقل.
- مادة مغناطيسية بسعة حرارية صغيرة.
- مغناطيس ذو تغيرات كبيرة في المغنطة الصافية في مقابل درجة الحرارة، عند حقل مغناطيسي ثابت.

تمكن ملاحظة تعلق التغير الأديباتي في درجة الحرارة {\displaystyle \Delta T_{ad}} بالتغير المغناطيسي في الإنتروبية المغناطيسية {\displaystyle \Delta S} بما أن:
{\displaystyle \Delta S(T)=\int \limits _{H_{0}}^{H_{1}}\left({\frac {\partial M(T,H')}{\partial T}}\right)dH'}
هذا يعني أن التغير المطلق في إنتروبية المغناطيس يحدد القيمة المحتملة للتغير في الحرارة الأديباتية عند خضوع تغير الحقل المغناطيسي لدورة ترموديناميكية مغلقة.

### الدورة الترموديناميكية
تتم الدورة بشكل دورة تبريدية موافقة لدورة كارنو التبريدية، ولكن ازدياد وانخفاض شدة الحقل المغناطيسي يحلان محل ازدياد وانخفاض الضغط. يمكن وصفها بدءًا من النقطة التي تتعرض فيها المادة العاملة إلى الحقل المغناطيسي، أي حيث تزداد كثافة التدفق المغناطيسي. المادة العاملة هي وسيط التبريد، وتبدأ بالتوازن الحراري مع الوسط المبرَّد.
- المغنطة الأديباتية: توضع مادة مغناطيسية حرارية في وسط معزول. يؤدي الحقل المغناطيسي الخارجي المتزايد (+H) إلى اتساق ثنائيات الأقطاب المغناطيسية للذرات، خافضةً بذلك الإنتروبية المغناطيسية للمادة والسعة الحرارية للمادة. بما أن الطاقة الكلية لم تُفقد (بعد)، لذا لم تنخفض الإنتروبية الكلية (وفق قوانين الترموديناميك)، فتكون النتيجة الصافية أن المادة تسخن (T + ΔTad).
- انتقال إنتالبي متناظر (أو متساوي) المغناطيسية: يمكن بعد ذلك إزالة الحرارة المضافة (-Q) بواسطة سائل أو غاز، كالهيليوم الغازي أو السائل مثلًا. يحافَظ على ثبات الحقل المغناطيسي لمنع ثنائيات الأقطاب من إعادة امتصاص الحرارة. عند تبريد المادة المغناطيسية الحرارية بشكلٍ كافٍ، تُفصل المادة عن الوسيط المبرد (H=0).
- إزالة المغنطة الأديباتية: تعاد المادة إلى الحالة الأديباتية (المعزولة) لتبقى الإنتروبية الكلية ثابتة. ولكن هذه المرة يتناقص الحقل المغناطيسي، تتمكن العزوم المغناطيسية من التغلب على الحقل بسبب الطاقة الحرارية، فتبرد العينة، ما يعني تغير درجة حرارة أديباتي. تتحول الطاقة (والإنتروبي) من إنتروبي حرارية إلى إنتروبي مغناطيسية، وتقيس بذلك اضطراب ثنائيات الأقطاب المغناطيسية.[10]
- انتقال إنتروبي متناظر (أو متساوي) المغناطيسية: يحافَظ على الحقل المغناطيسي ثابتًا لمنع المادة من إعاد التسخين. توضع المادة على تلامس حراري مع الوسط المراد تبريده. لأن المادة العاملة أبرد من الوسط المبرَّد (بأصل التصميم)، تنتقل الطاقة الحرارية إلى المادة العاملة (+Q).

بمجرد وصول وسيط التبريد إلى توازن حراري مع الوسط المبرَّد، يمكن إعادة بدء الدورة.

### التقنية المطبقة
مبدأ العمل الأساسي لبراد إزالة أديباتية المغنطة هو استعمال حقل مغناطيسي شديد للتحكم بإنتروبيا عينة من المادة، عادةً ما تدعى «وسيط التبريد». يقيد الحقل المغناطيسي اتجاه ثنائيات الأقطاب المغناطيسية في وسيط التبريد. كلما كان الحقل المغناطيسي أقوى، كانت ثنائيات الأقطاب أكثر اتساقًا، مع إنتروبيا وسعة حرارية أقل لأن المادة خسرت (فعليًّا) بعض درجات طلاقتها الداخلية. إذا أبقي وسيط التبريد عند درجة حرارة ثابتة طوال التلامس الحراري مع المصرف الحراري (هيليوم سائل عادةً) مع بقاء الحقل المغناطيسي مفعلًا، فعلى وسيط التبريد خسارة بعض الطاقة؛ لأنه متوازن حراريًّا مع المصرف الحراري. عند إطفاء الحقل المغناطيسي لاحقًا، ترتفع السعة الحرارية لوسيط التبريد من جديد؛ لأن درجات الطلاقة المرافقة لاتجاهات ثنائيات الأقطاب حررت من جديد، ساحبةً معها حصتها من الطاقة متساوية التوزع من حركة الجزيئات، لذا تخفض درجة الحرارة الكلية للنظام مع انخفاض الطاقة. بما أن النظام أصبح الآن معزولًا عند إطفاء الحقل المغناطيسي، فإن العملية أديباتية، أي أن النظام لم يعُد يستطيع تبادل أي حرارة مع الوسط المحيط (المصرف الحراري)، وتنخفض درجة حرارته إلى ما دون قيمتها الأولية، الموافقة لدرجة حرارة المصرف الحراري.
يجري تشغيل براد إزالة أديباتية للمغنطة تقريبًا على النحو الآتي: أولًا، يطبق حقل مغناطيسي شديد على وسيط التبريد، مجبرًا ثنائيات أقطابه المتعددة أن تتسق جاعلةً درجات طلاقة وسيط التبريد في حالة انخفاض إنتروبي. ثم يمتص المصرف الحراري الحرارة التي يطلقها وسيط التبريد بسبب خسارته للإنتروبيا. يفصل التلامس الحراري مع المصرف الحراري بعدها لعزل النظام، ويطفأ الحقل المغناطيسي، رافعًا السعة الحرارية لوسيط التبريد، أي خافضًا درجة الحرارة إلى ما دون درجة حرارة المصرف الحراري. عمليًّا، ينخفض الحقل المغناطيسي ببطء؛ لتوفير تبريد مستمر وإبقاء العينة على درجة حرارة منخفضة شبه ثابتة. بمجرد وصول الحقل إلى الصفر أو إلى قيمة ما حدية تحددها خصائص وسيط التبريد، تتلاشى القدرة التبريدية لبراد إزالة أديباتية للمغنطة، وتؤدي التسربات الحرارية إلى رفع درجة حرارة وسيط التبريد.